# 1179년

## 연호
- 남송(南宋) 순희(淳熙) 6년
- 금(金) 대정(大定) 19년
- 일본(日本) 지쇼(治承) 3년
- 서하(西夏) 건우(乾祐) 10년
- 리 왕조(李朝) 찐푸(貞符) 4년

## 기년
- 남송(南宋) 효종(孝宗) 17년
- 금(金) 세종(世宗) 19년
- 고려(高麗) 명종(明宗) 9년
- 서하(西夏) 인종(仁宗) 40년
- 리 왕조(李朝) 고종(高宗) 4년

## 사건
- 고려에서, 정권을 잡고 있던 정중부에 대해 경대승이 정변을 일으켜 정중부와 그 아들 정균 등을 살해하고 정권을 탈취했다.
- 이의민, 동경을 도읍으로 삼고 금강야차라 칭함.

## 사망
- 고려(高麗)의 왕후(王后) 선평왕후 김씨(宣平王后 金氏)
- 고려(高麗)의 무신정권(武臣政權) 집권자(執權子) 정중부(鄭仲夫)
- 고려(高麗)의 무신(武臣) 정균(鄭筠)
- 고려(高麗)의 무신(武臣) 송유인(宋有仁)
- 일본(日本)의 무신(武臣) 다이라노 시게모리